# Tubuliporidae
Tubuliporidae zijn een familie van mosdiertjes (Bryozoa) uit de orde van de Cyclostomatida.

## Geslachten
- Bathysoecia Osburn, 1953
- Crisisina d'Orbigny, 1850
- Exidmonea David, Mongereau & Pouyet, 1972
- Fenestulipora Taylor & Gordon, 1997
- Harmelinopora Brood, 1976
- Idmidronea Canu & Bassler, 1920
- Pencilletta Gray, 1848
- Platonea Canu & Bassler, 1920
- Pleuronea Canu & Bassler, 1920
- Qingdaoella Liu, Liu & Zágoršek, 2019
- Tennysonia Busk, 1867
- Tubulipora Lamarck, 1816

Niet geaccepteerde geslachten:
- Criserpia Milne Edwards, 1838 → Tubulipora Lamarck, 1816
- Obelia Lamouroux, 1821 → Tubulipora Lamarck, 1816
- Penciletta Gray, 1848 → Pencilletta Gray, 1848